# Лебедєв Йосип Дмитрович
Йосип Дмитрович Лебедєв (1895, село Большой Осов (Восав), тепер Краснопільського району Могильовської області, Білорусь — 1978, місто Ташкент, тепер Узбекистан) — радянський гідротехник, головний інженер тресту «Середньоазводпроєкт», автор проєкту Великого Ферганського каналу. Депутат Верховної ради СРСР 2—4-го скликань.

## Життєпис
Народився в бідній селянській родині. З семирічного віку — пастух у селі Большой Осов на Могилівщині. Закінчив сільську початкову школу, міську школу в Черикові, Псковське землевпорядне училище.
Викладав у початковій школі, був креслярем. Потім працював геологом-картографом, перебував на різних господарських та керівних посадах у геологічних партіях.
У 1924 році закінчив Сільськогосподарську академію імені Тімірязєва в Москві.
З 1924 року — інженер Управління іригаційних робіт на будівництві Янгі-Даргомського каналу та Первомайської греблі біля міста Самарканда в Узбецькій РСР. Працював над схемою перепланування і розвитку зрошування правого берегу Зеравшана.
З 1927 року — старший інженер Управління іригаційних робіт у Ферганській долині Узбецької РСР.
У 1930-х роках — заступник головного інженера з проєктування, автор проєкту Великого Ферганського каналу.
З 1940 року — головний інженер Середньоазіатської контори із вишукування і проєктування іригаційних систем і споруд (тресту «Середньоазводпроєкт») Наркомату землеробства СРСР, один з керівник будівництва Каттакурганського водосховища в Узбецькій РСР.
З 1950-х років — головний інженер інституту «Середньоаздіпроводбавовна», працівник відділу експертизи Головсередньоазіррадгоспбуду.
Помер 1978 року в Ташкенті. Похований на Боткінському цвинтарі Ташкента.

## Нагороди
- орден Леніна (23.12.1939)
- три ордени Трудового Червоного Прапора (16.01.1950, 1958,)
- орден Червоної Зірки (1946)
- медалі
- Заслужений іригатор Узбецької РСР